# 1942 في فرنسا
فيما يلي قوائم الأحداث التي وقعت خلال عام 1942 في فرنسا.

## أحداث
- 27 نوفمبر – إغراق الأسطول الفرنسي في تولون

## سياسة

### تعيين في المنصب
- 18 أبريل – بيير لافال head of government of France ‏.

### انتهاء فترة المنصب
- 1 يناير – جان بورترا Minister of Youth Affairs and Sports  [لغات أخرى]‏.
- 31 مايو – إدوار دلادييه نائب فرنسي.
- 31 مايو – جورج بونيت نائب فرنسي.
- 31 مايو – روبير شومان نائب فرنسي.
- 31 مايو – فينسنت أوريول نائب فرنسي.

## كتب
من الكتب التي صدرت هذه السنة في فرنسا:
- 1 يناير – الغريب من تأليف ألبير كامو.

## مواليد

### يناير
- 1 يناير – بلاس كابريرا
- 1 يناير – جان بيار فنسنت ممثل فرنسي.
- 1 يناير – كريستيان جيودسيلي
- 12 يناير – كريستيان مونتيس لاعب كرة قدم فرنسي.
- 16 يناير – نيكول فونتين
- 18 يناير – جوني سيرفوز غافن

### فبراير
- 9 فبراير – فرانسوا جوفريت لاعب كرة مضرب فرنسي.
- 20 فبراير – كلود ميلر
- 25 فبراير – لوسيان ديغيورغس لاعب كرة قدم فرنسي.

### مارس
- 28 مارس – برنار دارنيتشي

### مايو
- 10 مايو – باسكال لين كاتب فرنسي.
- 17 مايو – فيليب غونديه لاعب كرة قدم فرنسي.
- 28 مايو – كلود فاراجي روائي فرنسي.

### يونيو
- 19 يونيو – بيرنار بوسكيير لاعب كرة قدم فرنسي.

### أغسطس
- 12 أغسطس – فولفجانج هوبر
- 13 أغسطس – جان كلود أندرويت سائق رالي فرنسي.

### سبتمبر
- 5 سبتمبر – دينيسي فابر
- 8 سبتمبر – إيف شفارتز فيلسوف فرنسي.
- 25 سبتمبر – هنري بيسكارولو سائق سيارة سباق فرنسي.

### أكتوبر
- 1 أكتوبر – جان بيير جابويلي سائق سيارة سباق فرنسي.
- 19 أكتوبر – إدمون باراف لاعب كرة قدم فرنسي.
- 29 أكتوبر – جيرار كلاين ممثل فرنسي.

### ديسمبر
- 20 ديسمبر – جان كلود تريشيه اقتصادي ومصرفي فرنسي.
- 27 ديسمبر – جيلبرت بيلوني دراج فرنسي.
- 30 ديسمبر – جان كلود باركلي لاعب كرة مضرب فرنسي.

## وفيات

### يناير
- 1 يناير – بول أوغست دانغي (مواليد 1862) عالم نبات فرنسي.
- 1 يناير – جورج بينوا (مواليد 1883)
- 1 يناير – رينيه بلوم (مواليد 1878) مصمم رقص فرنسي.
- 1 يناير – لويس كارتييه (مواليد 1875)

### أبريل
- 2 أبريل – إدوارد استونييه (مواليد 1862) مهندس فرنسي.
- 17 أبريل – جن بيرين (مواليد 1870) فيزيائي فرنسي.
- 24 أبريل – شارل سينيوبوس (مواليد 1854) مؤرخ فرنسي.

### مايو
- 20 مايو – إكتور غيمار (مواليد 1867) مهندس معماري فرنسي.